# Brett Dalton
Pour les articles homonymes, voir Dalton.
Brett Dalton (né le 7 janvier 1983 à San José en Californie) est un acteur américain.
Il est notamment connu pour interpréter le rôle de l'agent Grant Ward dans la série Marvel : Les Agents du SHIELD.

## Biographie
Brett est diplômé en 2001 de la Westmont High School de Campbell en Californie, où il attrape le virus d'acteur après avoir auditionné pour la pièce tirée du roman Vol au-dessus d'un nid de coucou ; il était aussi président de la California Scholarship Federation et de l'association des étudiants. Après avoir étudié à l'Université de Californie à Berkeley pour son premier cycle, il obtient un Master of Fine Arts à l'Université Yale en 2011.

## Carrière

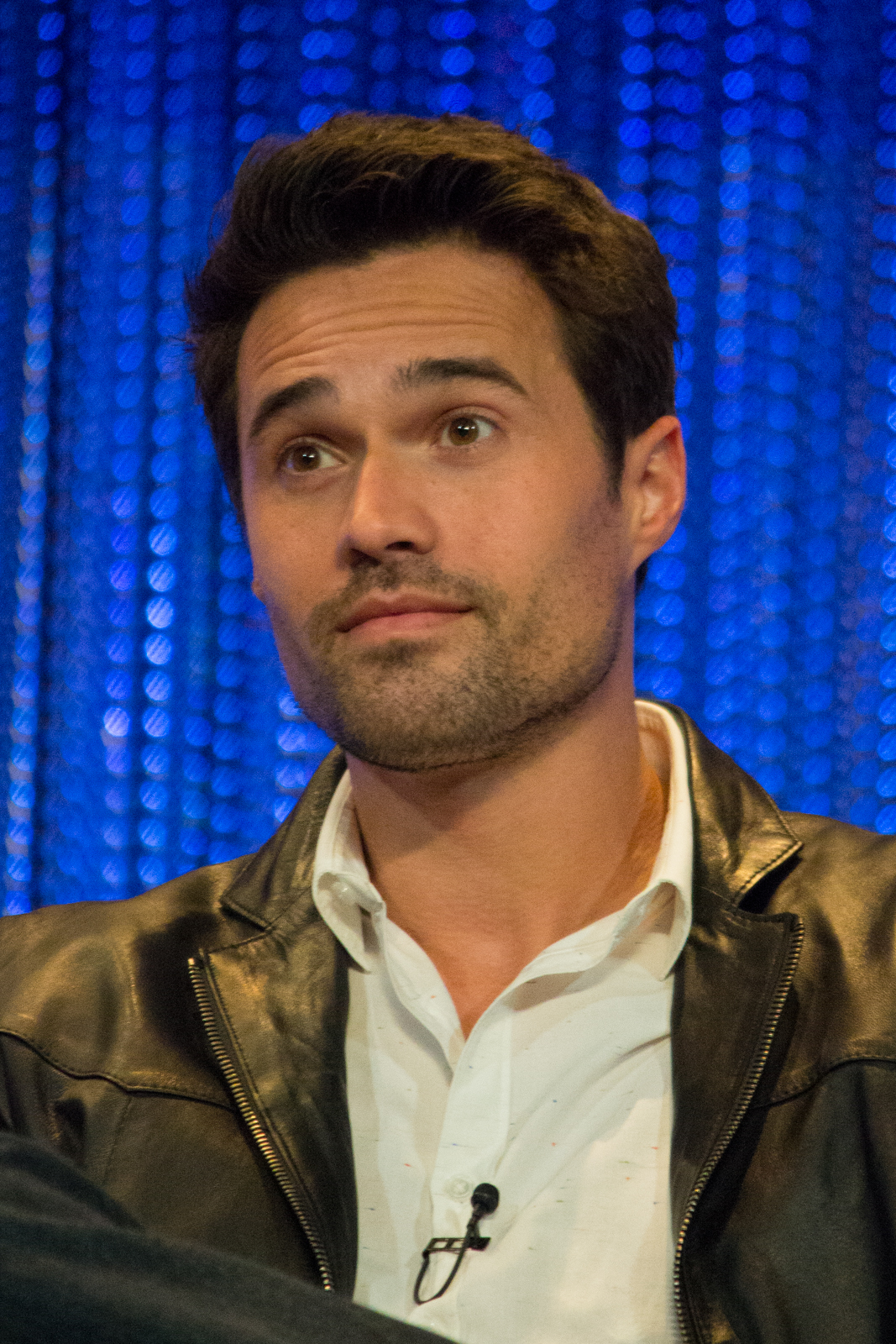
Brett Dalton au PaleyFest en 2014.

En novembre 2012, il obtient le rôle de l'agent Grant Ward dans la série Marvel : Les Agents du SHIELD créée par Joss Whedon. Par ailleurs, Brett Dalton a joué dans les séries Blue Bloods, American Wives et Nurses. Plus récemment, Brett a joué dans Killing Lincoln (en) produit par Ridley Scott et diffusé sur National Geographic Channel. Il est aussi apparu dans des pièces de théâtres comme Roméo et Juliette et Passion.
Il remporte le prix de révélation masculine de l'année aux Teen Choice Awards 2014 pour son rôle de l'Agent Grant Ward dans Marvel : Les Agents du SHIELD.

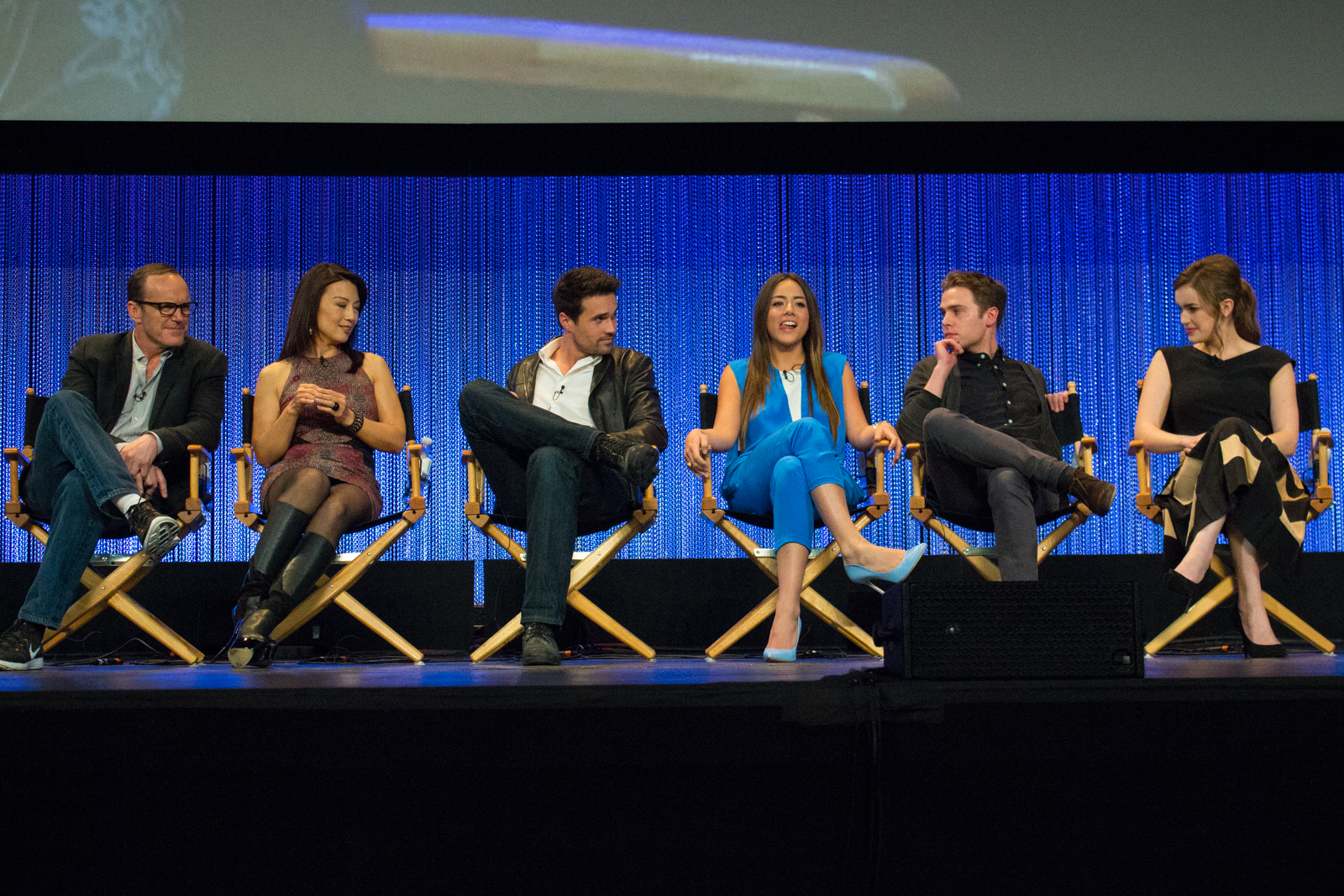
Brett Dalton et l'équipe de Marvel : Les Agents du SHIELD au PaleyFest en 2014.

Brett est modélisé pour le jeu vidéo Until Dawn, sorti en 2015, dans lequel il incarne Michael Munroe.

## Vie privée
Il est marié à la designer Melissa Trn. Ensemble, ils ont une fille prénommée Sylvia, née le 17 février 2012.

## Filmographie

### Cinéma

#### Longs métrages
- 2013 : Beside Still Waters (en) de Chris Lowell : James
- 2016 : The Resurrection of Gavin Stone de Dallas Jenkins : Gavin Stone
- 2017 : Lost in Florence (en) de Evan Oppenheimer : Eric Lombard
- 2017 : A Brend in the Road de David Frigerio

#### Courts métrages
- 2010 : 1:00am Games de Rachel Easton et Scott Nielsen : Travis
- 2016 : Trust No One de Simon Kassianides : Victor

### Télévision

#### Séries télévisées
- 2009 : V : un envahisseur de la 5e Colonne (saison 1, épisode 4) (non crédité)
- 2012 : Blue Bloods : Phillip Gibson (1 épisode)
- 2012 :  American Wives : Henry (1 épisode)
- 2013-2017 : Marvel : Les Agents du SHIELD : agent Grant Ward puis Alveus (63 épisodes)
- 2018 : Cameron Black : L'Illusionniste : Isaac (1 épisode)
- 2018 : Elementary : Ryan Heye (1 épisode)
- 2020 : Le secret de la Plume (Ghostwriter) : Capitaine Vincent
- 2021-2022 : Chicago Fire : Lieutenant Jason Pelham (rôle récurrent - saison 10)
- 2023 : Found : Mark Trent

#### Téléfilms
- 2007 : Nurses de P.J. Hogan : Dr. Kurt Taylor
- 2013 : Killing Lincoln (en) de Adrian Moat : Robert Todd Lincoln
- 2018 : L'amour sucré salé de Jem Garrard : Stephen Harris
- 2018 : Sauver une vie pour Noël (Once upon a Christmas miracle) de Gary Yates : Chris Dempsey
- 2020 : L'amour entre deux pages (Just My Type) de Paul Ziller : Martin Clayborne

## Doublage

### Film d'animation
- 2020 : Superman : L'Homme de demain (Superman: Man of Tomorrow) de Chris Palmer : Parasite

### Séries d'animation
- 2015 : Jake et les Pirates du Pays imaginaire : Talon (1 épisode)
- 2015 : Robot Chick : Dr. Manhattan (1 épisode)
- 2016 : La Loi de Milo Murphy : Brick (2 épisodes)

### Jeux vidéo
- 2015 : Until Dawn : Michael "Mike" Munroe (voix et capture de mouvement)
- 2022 : Destiny 2 : Le Témoin (voix / extensions La Reine Sorcière et Éclipse)
- 2022 : God of War: Ragnarök : Freyr